# Famille Chodron de Courcel
Cet article possède des paronymes, voir Chaudron et Chödrön.
La famille Chodron de Courcel olim Chodron est une famille subsistante d'ancienne bourgeoisie française.
Alphonse Chodron de Courcel, membre de la branche aînée, reçut un titre de baron en 1867.

## Historique
La famille Chodron, originaire de Metz, s'est établie à Toul au XVIe siècle (territoires des Trois-Évêchés), où elle appartenait à la haute bourgeoisie avant la Révolution française.
Alphonse Chodron de Courcel a reçu en 1867 le titre de baron. Seule sa branche est titrée.
Bernadette Chirac, née Chodron de Courcel, appartient à une autre branche.
Cette famille est représentée au Jockey Club de Paris.[réf. nécessaire]

### Antérieurement à la Révolution française
Antérieurement à la Révolution française, la famille Chodron appartient au cercle des familles de notables de la ville de Toul.[réf. nécessaire]
- Nicolas Chauldron, nommé en 1628 premier enquêreur de Toul. Il a laissé un manuscrit intitulé Livre des enquêreurs de Toul.
- François Chodron (début de la filiation suivie), député de la paroisse Saint-Jean à l'assemblée des notables de Toul de 1661 à 1687, décède en 1692
- Claude Chodron, né en 1727, greffier en chef au bailliage et siège présidial de Toul, syndic receveur électif des deniers patrimoniaux et d'octroi de Toul
- Joseph Chodron (arrière petit-fils de François Chodron), né en 1744, contrôleur général des domaines du prince de Condé en Lorraine, sert dans l'armée des princes durant l'Émigration

### LeXIXesiècle
- Claude-François Chodron (ou Chodron d'Orly), né à Toul en 1755, doyen et président de la chambre des notaires de Paris, chevalier de l'Ordre de Saint-Michel, officier de la Légion d'honneur
- Joseph-Noël Chodron, lieutenant de cavalerie, meurt en 1812 au passage de la Bérézina
- François Chodron, commandant de la place de Toul en 1814, qu'il défend contre les armées alliées, officier de la Légion d'honneur, meurt en 1859

Deux branches de cette famille, alliées aux Bapterosses, deviennent actionnaires des manufactures de Gien et de Briare, dans le Loiret, fabriquant, respectivement, des faïences de Gien et des Émaux de Briare.
Le 7 août 1852, un décret de Napoléon III permet à Louis-Jules Chodron (1804-1870), secrétaire de légation, et à ses enfants d'adjoindre à leur nom celui de Courcel, devenu plus tard de Courcel par un décret impérial du 1er octobre 1866.
- Louis Jules Chodron de Courcel (1804 à Paris-1870), un temps secrétaire de M. de Talleyrand, fait carrière dans la diplomatie, épouse en 1834 Henriette Boulay de la Meurthe (1809-1884), fille d'Antoine Boulay de la Meurthe qui fut président du conseil des Cinq-Cents, ministre d'État, comte d'Empire en 1808. Parmi leurs enfants, quatre fils[2] :
  - Alphonse Chodron de Courcel (1835-1919), diplomate, créé baron héréditaire par lettres patentes de l'empereur Napoléon III du 6 mars 1867. L'un de ses petits-fils sera Geoffroy Chodron de Courcel. Seul l'aîné à chaque génération de descendants d'Alphonse Chodron de Courcel a droit au titre de baron[4].
  - Valentin Chodron de Courcel (1838-1917)
  - Georges Chodron de Courcel (1840-1904), lieutenant de vaisseau, arrière-grand-père de Bernadette Chirac
  - Robert Chodron de Courcel (1844-1859)

## Liens de filiation entre les personnalités notoires
- Louis Chodron de Courcel (1804-1870) épouse le 2 août 1834 à Paris, Madeleine Catherine Joséphine Henriette Boulay de la Meurthe.
  - Alphonse Chodron de Courcel (1835-1919), ambassadeur de France, homme politique. Le 28 novembre 1866 à Paris 7e, il épouse Marie Elisabeth Texier.
    - Louis Chodron de Courcel (1874-1962), officier. Il épouse Alice Lambert-Champy.
      - Geoffroy Chodron de Courcel (1912-1992), collaborateur du général de Gaulle, ambassadeur de France. Le 29 juin 1954, il épouse Martine Hallade.
        - Jean Chodron de Courcel (1955), directeur financier de Schneider Electric (1990-95), directeur-adjoint du Cabinet du Premier Ministre (Alain Juppé 1995-97), directeur général et membre du directoire de Crédit Agricole Indosuez (1997-2000), directeur général délégué de Penauille Polyservices et président directeur général de Servisair-Globeground (2003-2005)[5].

  - Georges Chodron de Courcel (1840-1904), lieutenant de vaisseau. Il épouse Marthe Lorin.
    - Bernard Chodron de Courcel (1873-1928), lieutenant-colonel de cavalerie. Il épouse Marguerite Le Reffait.
      - Maurice Chodron de Courcel (1917-1972) épouse Élisabeth Gautier.
        - Gilles-Denis Chodron de Courcel (1951), diplômé ESSEC, épouse Marie de Saxcé (1951), maire d'Écutigny (depuis 2008)[6].

    - Robert Chodron de Courcel (1875-1966), secrétaire d'ambassade. Il épouse le 14 mai 1906 à Paris 7e Henriette Jeanne Bacot.
      - Jean Louis Chodron de Courcel (1907-1985) épouse Anne de Brondeau d'Urtières (1910-2000)
        - Bernadette Chodron de Courcel (1933), épouse Jacques Chirac, président de la République française, dame de l'ordre de Malte.

      - Geneviève Chodron de Courcel (1917-2008) épouse Bernard de Lasteyrie, fils de l'ancien ministre Charles de Lasteyrie.

    - Antonin Chodron de Courcel (1878-1966) épouse le 22 janvier 1901 à Vougy, Lucie Souchon du Chevalard.
      - Etienne Chodron de Courcel (1902-1990) épouse Jacqueline Desaint.
        - Georges Chodron de Courcel (1950), directeur général délégué de BNP Paribas, vice-président de BNP Paribas Fortis, administrateur de Bouygues, d'Alstom, FFP, Nexans, Compagnie nationale à portefeuille, Groupe Bruxelles Lambert, de BNL, censeur de Safran, de Scor, d'Exane, membre du Conseil de surveillance de Lagardère.

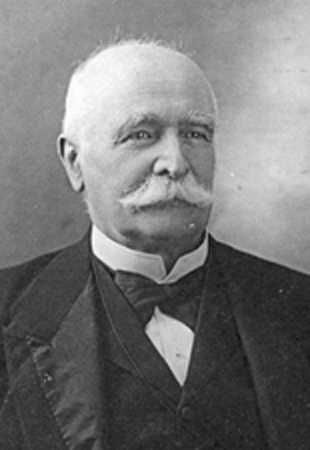
Alphonse Chodron de Courcel
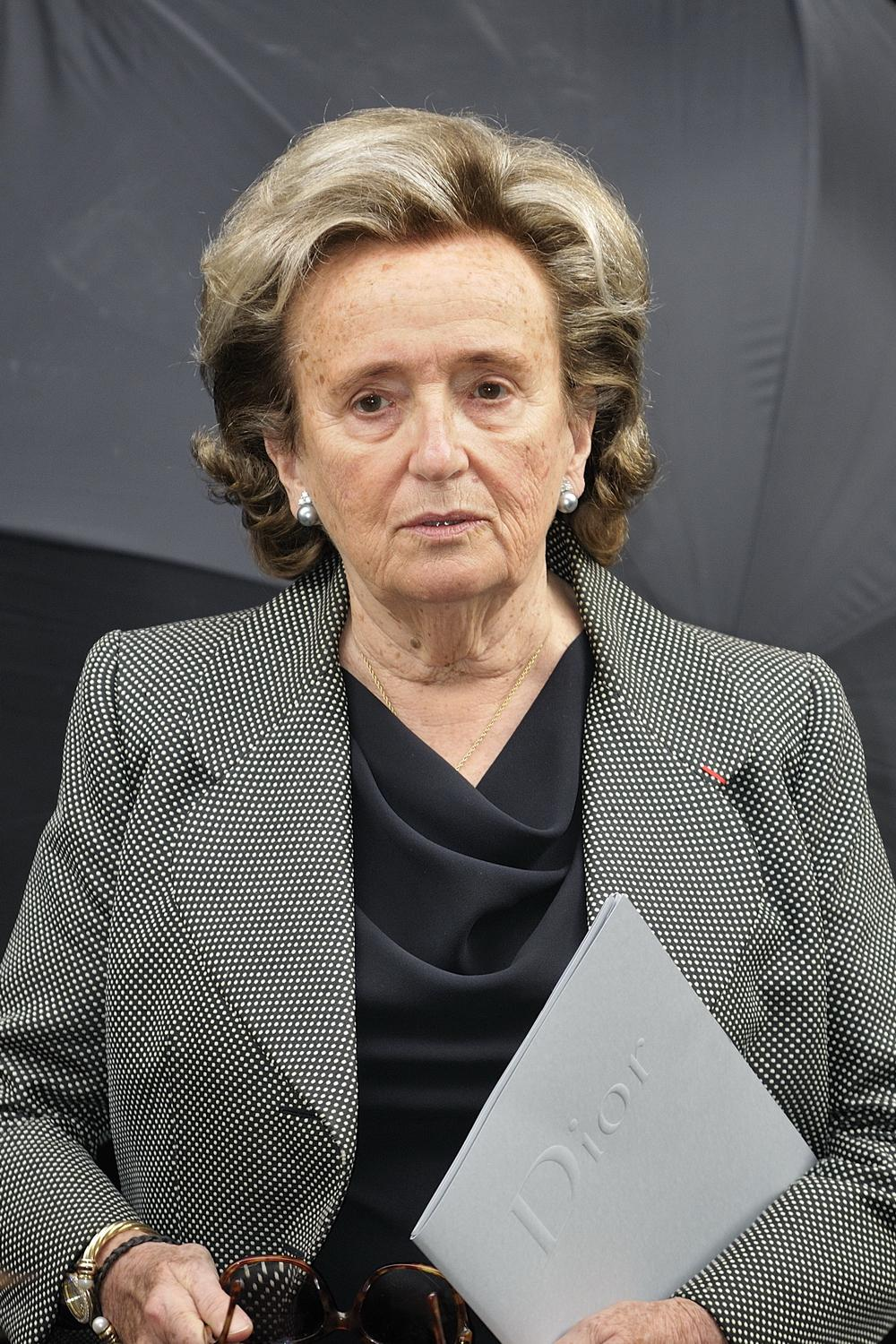
Bernadette Chodron de Courcel, épouse Chirac

## Alliances
Les principales alliances de la famille Chodron sont : Masson (1756), Lupin (1831), 
Boulay de La Meurthe (1834), Lorin (1872), Bacot, Baudon de Mony (1896), Lambert-Champy (1907), de Lasteyrie du Saillant (1908), de Chastellux (1910), de Brondeau d'Urtières, Hayaux du Tilly (1938), Chirac (1956), de La Ville de Férolles des Dorides, de Saxcé, etc.

## Armes, titre
- Chodron de Courcel : De gueules, à trois chaudrons ronds d'or, les anses de même, posés 2 et 1[1]

Anciennes armes de la famille Chodron : D'or, à quatre chaudrons de gueules ; au franc quartier d'azur chargé d'un arc encoché d'argent, accompagné de quatre billettes du même
Titre de baron depuis 1867 pour les aînés de la branche d'Alphonse Chodron de Courcel.

## Pour approfondir